# Antoine de Montchrestien
Antoine de Montchrestien (1575–1621) – francuski ekonomista i pisarz, zwolennik merkantylizmu. Jest twórcą pojęcia ekonomia polityczna. Pisał głównie tragedie. Jest autorem dzieła Traité d’économie politique.